# Rudbeckien
Die Rudbeckien (Rudbeckia) sind eine  Pflanzengattung aus der Familie der Korbblütler (Asteraceae). Diese Gattung  wird in drei Sektionen gegliedert und enthält 20 bis 23 Arten, die alle in Nordamerika beheimatet sind. In den Gebieten der gemäßigten Klimazone werden mindestens drei Arten für die Züchtung von Sorten verwendet, die sich als Zierpflanzen für Parks und Gärten eignen. Rudbeckien sollten nicht mit Pflanzen aus der Gattung der Sonnenhüte (Echinacea)  verwechselt werden.

## Beschreibung

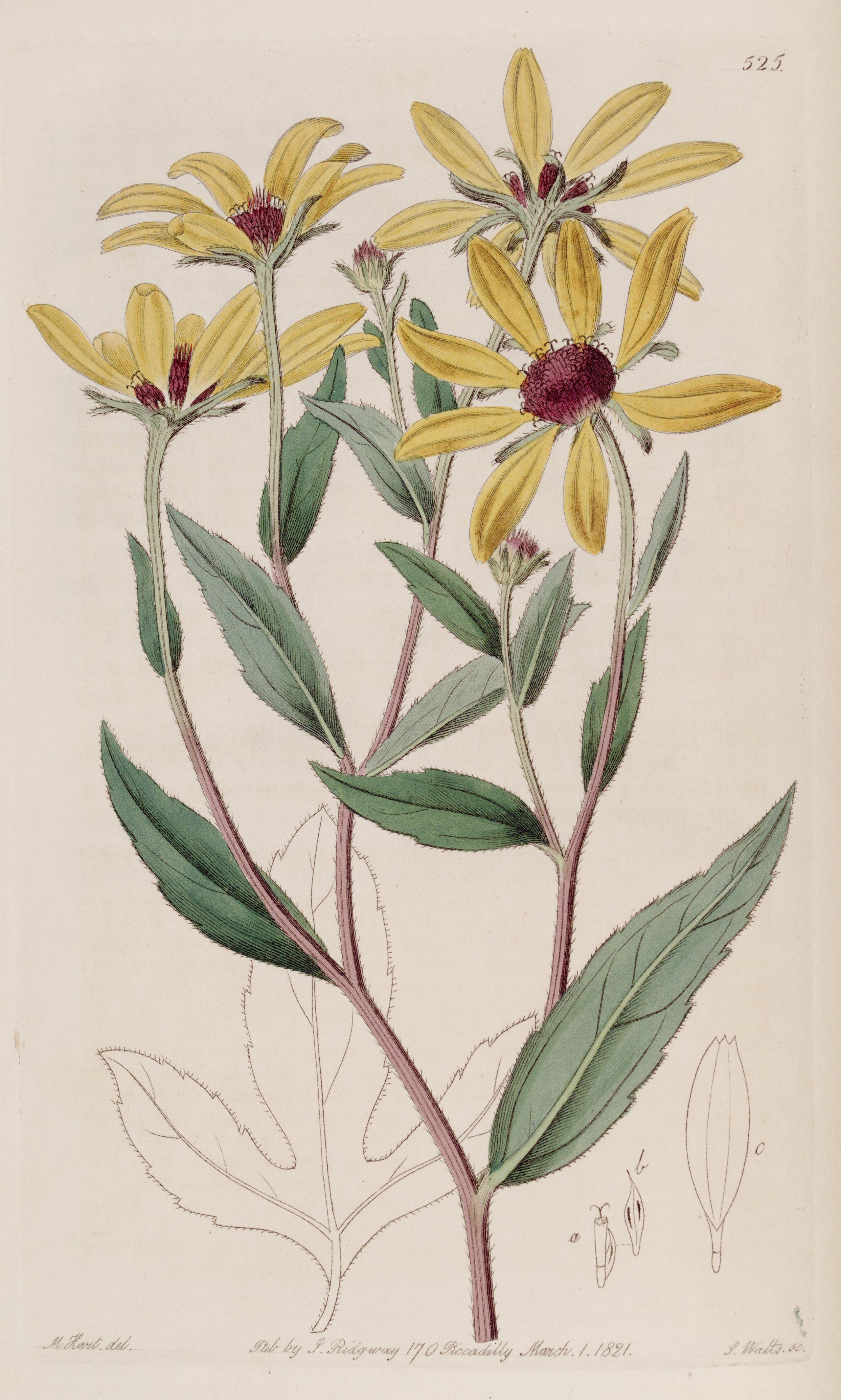
Sektion Rudbeckia: Illustration von Rudbeckia triloba

### Vegetative Merkmale
Rudbeckia-Arten sind ein-, zweijährige oder ausdauernde krautige Pflanzen, die meist Wuchshöhen von 50 bis 300 Zentimetern erreichen. Oft bilden sie Rhizome, manchmal Stolonen. Die aufrechten Stängel sind meist verzweigt und sind glatt oder behaart.
Die gestielten oder ungestielten Laubblätter sind wechselständig in grundständigen Rosetten und entlang des Stängels angeordnet. Die Blattspreiten sind einfach bis fiederteilig. Die Blattränder sind glatt, gezähnt oder gesägt.

### Generative Merkmale
Einzeln oder zu mehreren zusammen in einem schirmtraubigen Gesamtblütenstand stehen die körbchenförmigen Blütenstände. Der Körbchenboden ist kegelförmig hochgewölbt, was in Verbindung mit den meist etwas herabhängenden Zungenblüten die Form eines Hutes ergibt und zum deutschen Namen Sonnenhut geführt hat. Sie sollten jedoch nicht mit Sonnenhüten (Echinacea) verwechselt werden. 5 bis 20 Hüllblätter sind in meist ein bis zwei, selten drei Reihen angeordnet. Es sind Spreublätter vorhanden. Im Blütenkorb befinden sich oft am Rand zungenförmige, zygomorphe, dreizipfelige Zungenblüten (Strahlenblüten), radiärsymmetrische Röhrenblüten (Scheibenblüten) sind immer vorhanden. Die fünf Kronblätter sind zu einer Röhre verwachsen.
Die meist schwarzen Achänen sind vierkantig und besitzen einen kleinen Pappus, der jedoch auch fehlen kann.

## Systematik und Verbreitung

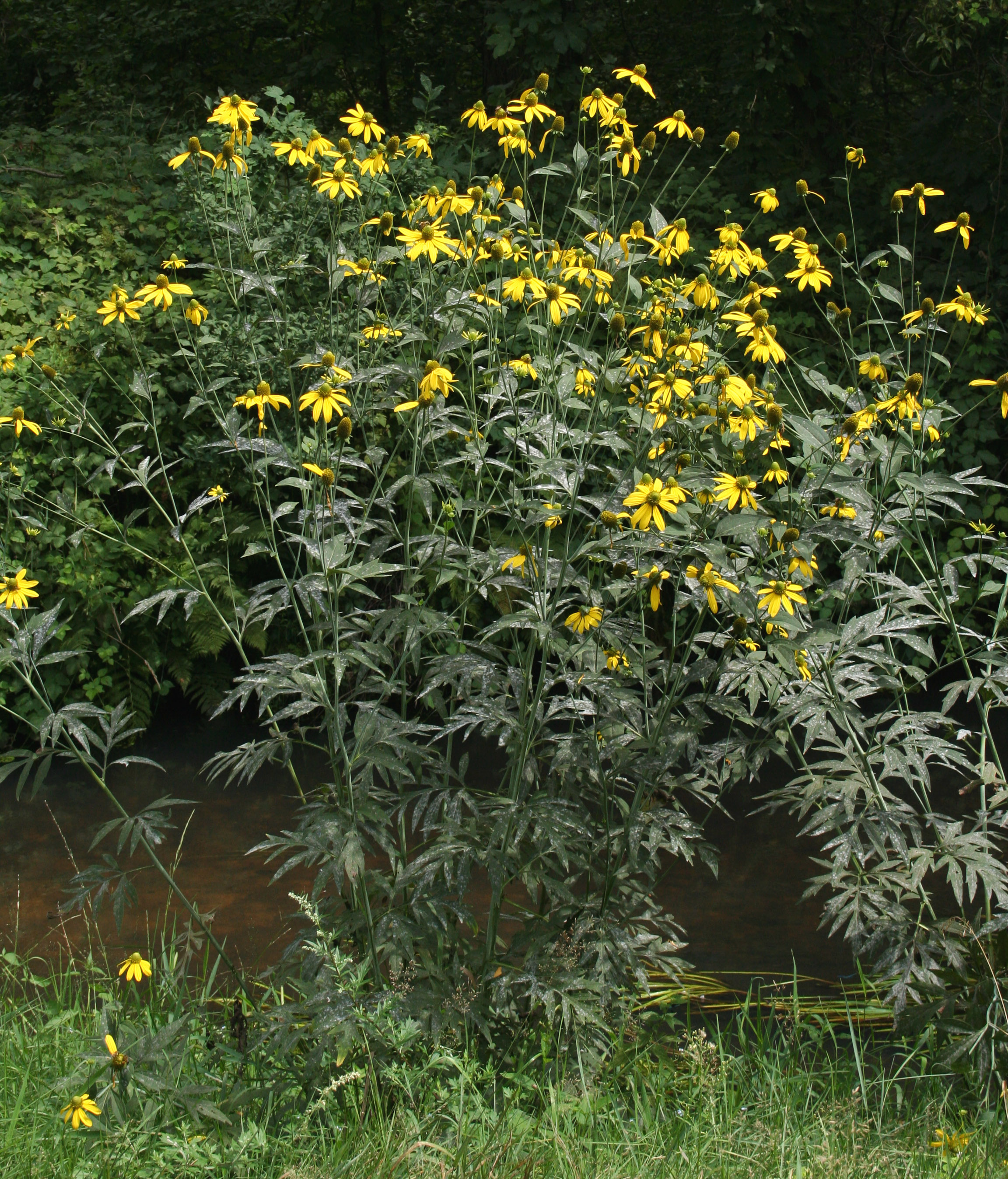
Sektion Macrocline: Schlitzblättriger Sonnenhut (Rudbeckia laciniata)

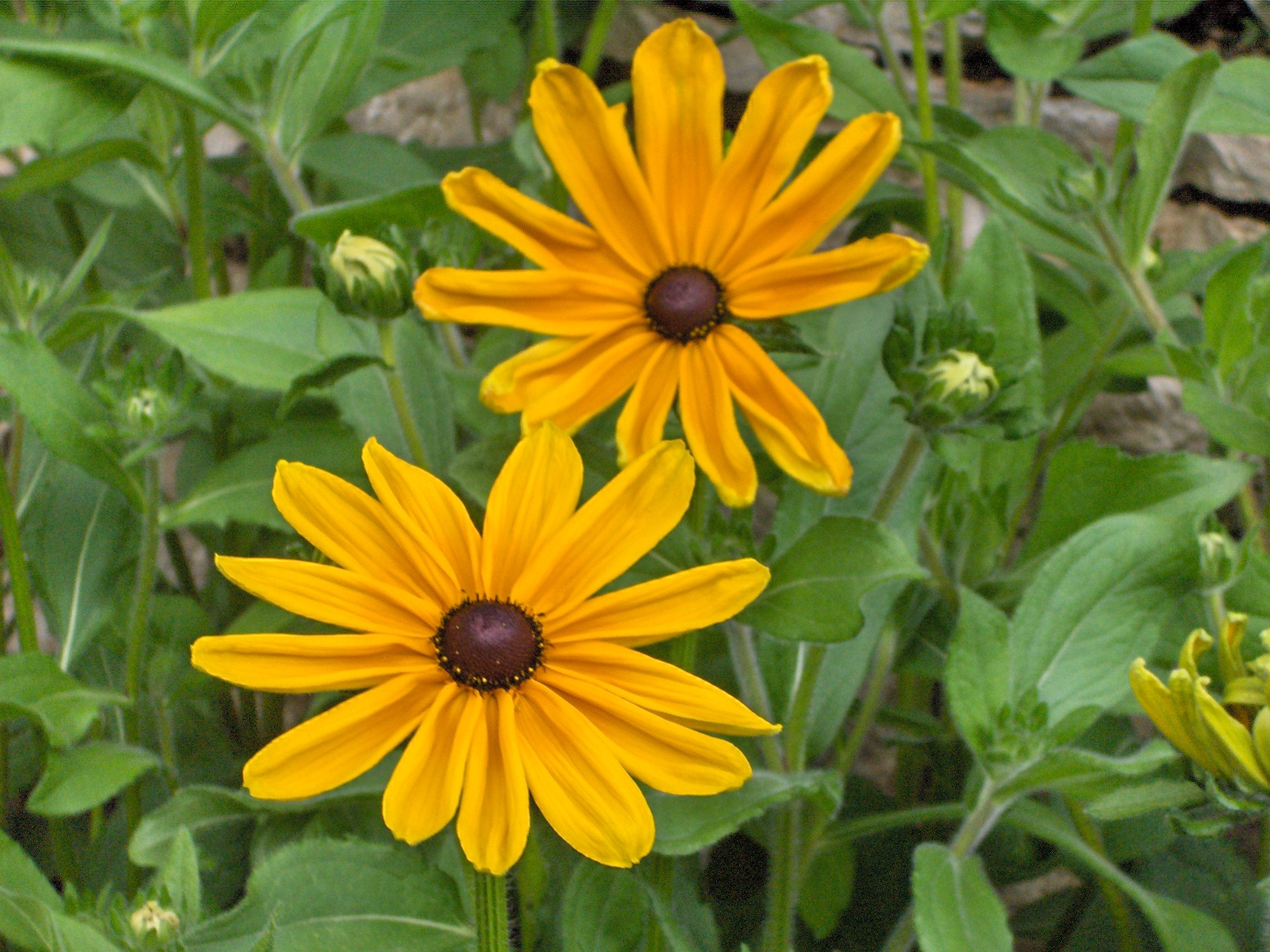
Sektion Rudbeckia: Schwarzäugige Rudbeckie (Rudbeckia hirta)

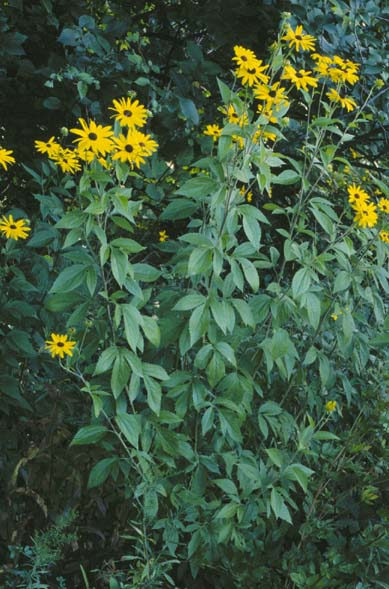
Sektion Rudbeckia: Rudbeckia subtomentosa

Die Gattung Rudbeckia wurde durch Carl von Linné aufgestellt. Der Gattungsname Rudbeckia ehrt die beiden schwedischen Wissenschaftler Olof Rudbeck den Älteren (1630–1702) und Olof Rudbeck den Jüngeren (1660–1740), Vater und Sohn. Als Lectotypus-Art wurde 1913 Rudbeckia hirta L. durch Nathaniel Lord Britton und Addison Brown in An Illustrated Flora of the Northern United States, 2. Auflage, 3, S. 469 festgelegt. Synonyme für Rudbeckia L. sind: Centrocarpha D.Don, Dracopis (Cass.) Cass.
Die nordamerikanische Gattung Rudbeckia gehört zur Tribus Heliantheae in der Unterfamilie Asteroideae innerhalb  der Familie der Korbblütler (Asteraceae).
Die Gattung Rudbeckia wird in drei Sektionen gegliedert und enthält 20 bis 23 Arten:
- Sektion Dracopis (Cass.) A.Gray: Sie enthält nur eine Art:
  - Rudbeckia amplexicaulis Vahl: Es ist eine einjährige Art, die in den zentralen und östlichen USA vorkommt.
- Sektion Macrocline Torr. & A.Gray: Alle 13 Arten sind ausdauernd:
  - Rudbeckia alpicola Piper: Sie gedeiht nur in Höhenlagen von 200 bis 1500 Metern nur im westlichen US-Bundesstaat Washington.
  - Rudbeckia auriculata (Perdue) Král: Sie gedeiht in Höhenlagen von 10 bis 90 Metern in den östlichen US-Bundesstaaten Alabama, Florida und Georgia.
  - Rudbeckia californica A.Gray: Dieser Endemit gedeiht in der zentralen Sierra Nevada.
  - Rudbeckia glaucescens Eastwood: Sie gedeiht oft auf Böden über Serpentin  in den westlichen US-Bundesstaaten Kalifornien und Oregon in Höhenlagen von 60 bis 1300 Metern, oft zusammen mit der Kobralilie (Darlingtonia).
  - Rudbeckia klamathensis P.B.Cox & Urbatsch: Sie gedeiht in Höhenlagen von 1000 bis 1600 Metern nur in Kalifornien.
  - Schlitzblättriger Sonnenhut (Rudbeckia laciniata L.): Sie ist mit fünf Varietäten in Nordamerika weitverbreitet. Im östlichen Sachsen ist sie als Neophyt eingeführt worden und hat sich besonders in den Tälern der Großen Röder und einigen Nebenarmen als eine besondere Form mit grünen Röhrenblüten herausgebildet, die als Echte Rödertalblume bezeichnet wird.
  - Rudbeckia maxima Nuttall: Sie gedeiht nur in Höhenlagen von 10 bis 70 Metern.
  - Rudbeckia mohrii A.Gray: Sie gedeiht in feuchten Pinus-Savannen („Wet pine savannas“) in Höhenlagen von 0 bis 50 Metern  in den östlichen US-Bundesstaaten Florida und Georgia.
  - Rudbeckia montana A.Gray: Sie gedeiht in Höhenlagen von 2400 bis 2800 Metern in Colorado und Utah.
  - Rudbeckia nitida Nuttall: Sie gedeiht in „Wet pinelands“ in Höhenlagen von 0 bis 40 Metern in den östlichen US-Bundesstaaten Florida und Georgia.
  - Rudbeckia occidentalis Nuttall: Sie gedeiht in Höhenlagen von 1000 bis 2800 Metern.
  - Rudbeckia scabrifolia L.E.Brown: Diese gefährdete Art kommt nur im westlichen Louisiana und östlichen Texas vor.
  - Rudbeckia texana (Perdue) P.B.Cox & Urbatsch: Sie gedeiht in Höhenlagen von 0 bis 50 Metern nur im westlichen Louisiana und östlichen Texas.
- Sektion Rudbeckia: Sie enthält etwa neun Arten:
  - Leuchtender Sonnenhut (Rudbeckia fulgida Aiton): Sie ist mit sieben Varietäten im östlichen Nordamerika verbreitet.
  - Rudbeckia graminifolia (Torr. & A.Gray) C.L.Boynton & Beadle: Sie gedeiht in Höhenlagen von 0 bis 30 Metern nur in Florida.
  - Rudbeckia grandiflora (Sweet) C.C.Gmelin ex DC.: Sie ist mit zwei Varietäten in Nordamerika, aber nicht im westlichen Bereich, verbreitet:
    - Rudbeckia grandiflora var. alismifolia (Torr. & A.Gray) Cronquist: Sie kommt in Arkansas, Mississippi, Louisiana und im östlichen Texas vor.[3]
    - Rudbeckia grandiflora var. grandiflora: Sie kommt in Ohio, Illinois, Kansas, Missouri, Oklahoma, Arkansas, Georgia, Kentucky, Louisiana, Mississippi und Texas vor.[3]

  - Rudbeckia heliopsidis Torr. & A.Gray: Sie gedeiht in Höhenlagen von 70 bis 200 Metern.
  - Schwarzäugige Rudbeckie (Rudbeckia hirta L.): Sie ist mit vier Varietäten im östlichen Nordamerika verbreitet.
  - Rudbeckia missouriensis Engelmann ex C.L.Boynton & Beadle: Sie gedeiht auf trockenen steinigen Prärien und Kalkgestein in Höhenlagen von 10 bis 80 Metern.
  - Weichhaarige Rudbeckie (Rudbeckia mollis Elliott): Sie gedeiht auf trockenen sandigen Böden in Höhenlagen von 30 bis 90 Metern.
  - Rudbeckia subtomentosa Pursh: Sie gedeiht in nicht zu trockenen Prärien, an Flussufern und in Lichtungen von Waldländern in Höhenlagen von 20 bis 300 Metern in weiten Teilen der USA.
  - Rudbeckia triloba L.: Sie ist mit drei Varietäten in den USA verbreitet und ist in Kanada ein Neophyt:
    - Rudbeckia triloba var. pinnatiloba Torr. & A.Gray: Sie kommt in Alabama, North Carolina, Tennessee, Virginia und Florida vor.[3]
    - Rudbeckia triloba var. rupestris (Chick.) A.Gray: Sie kommt im westlichen North Carolina und im östlichen Tennessee vor.[3]
    - Rudbeckia triloba var. triloba: Sie kommt in den zentralen und in den östlichen Vereinigten Staaten vor und ist im südöstlichen Kanada ein Neophyt.[3]

## Nutzung
In den Gebieten der gemäßigten Klimazone werden mindestens drei Arten für die Züchtung von Sorten verwendet, die sich als Zierpflanzen für Parks und Gärten eignen.
Sorten des Leuchtenden Sonnenhutes oder Gelben Sonnenhutes (Rudbeckia fulgida) mit den allgemein verbreiteten braunen Röhrenblüten:

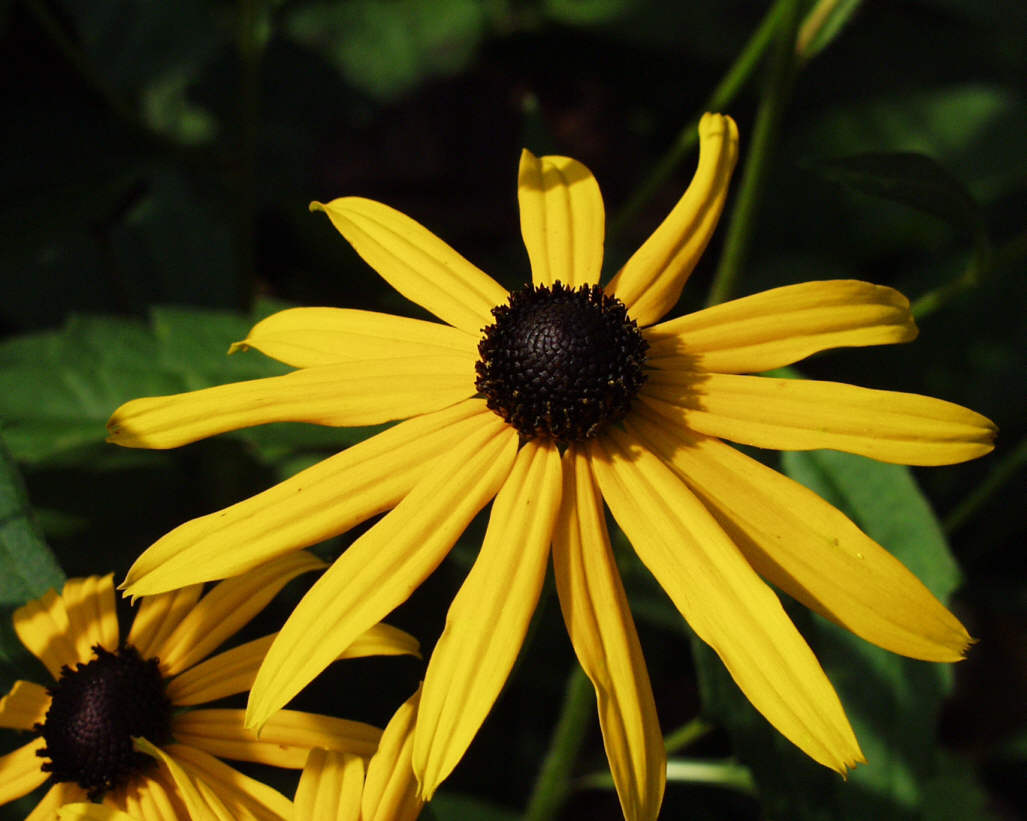
Rudbeckia fulgida ‘Goldsturm’
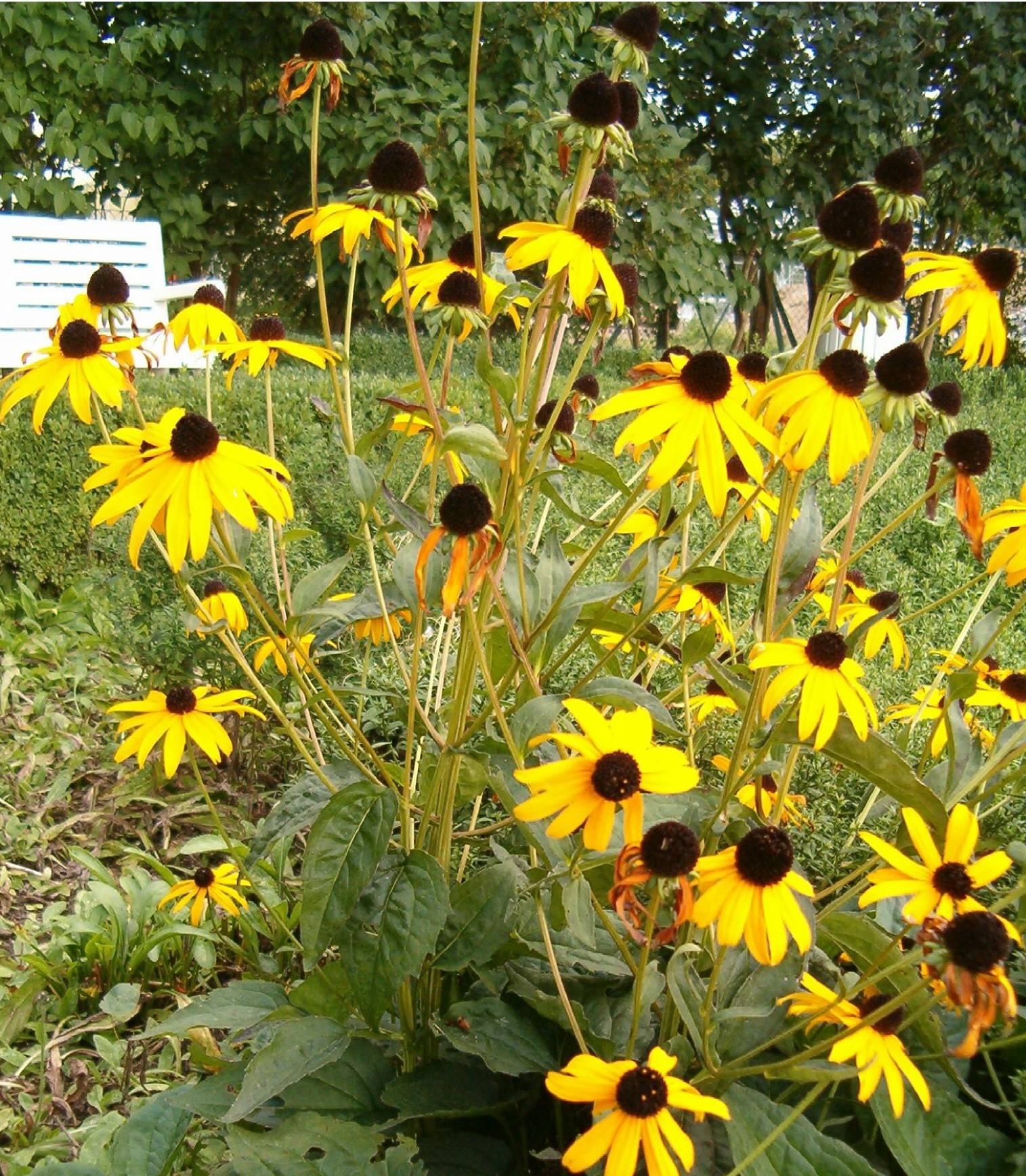
Rudbeckia fulgida ‘Rubinstern’
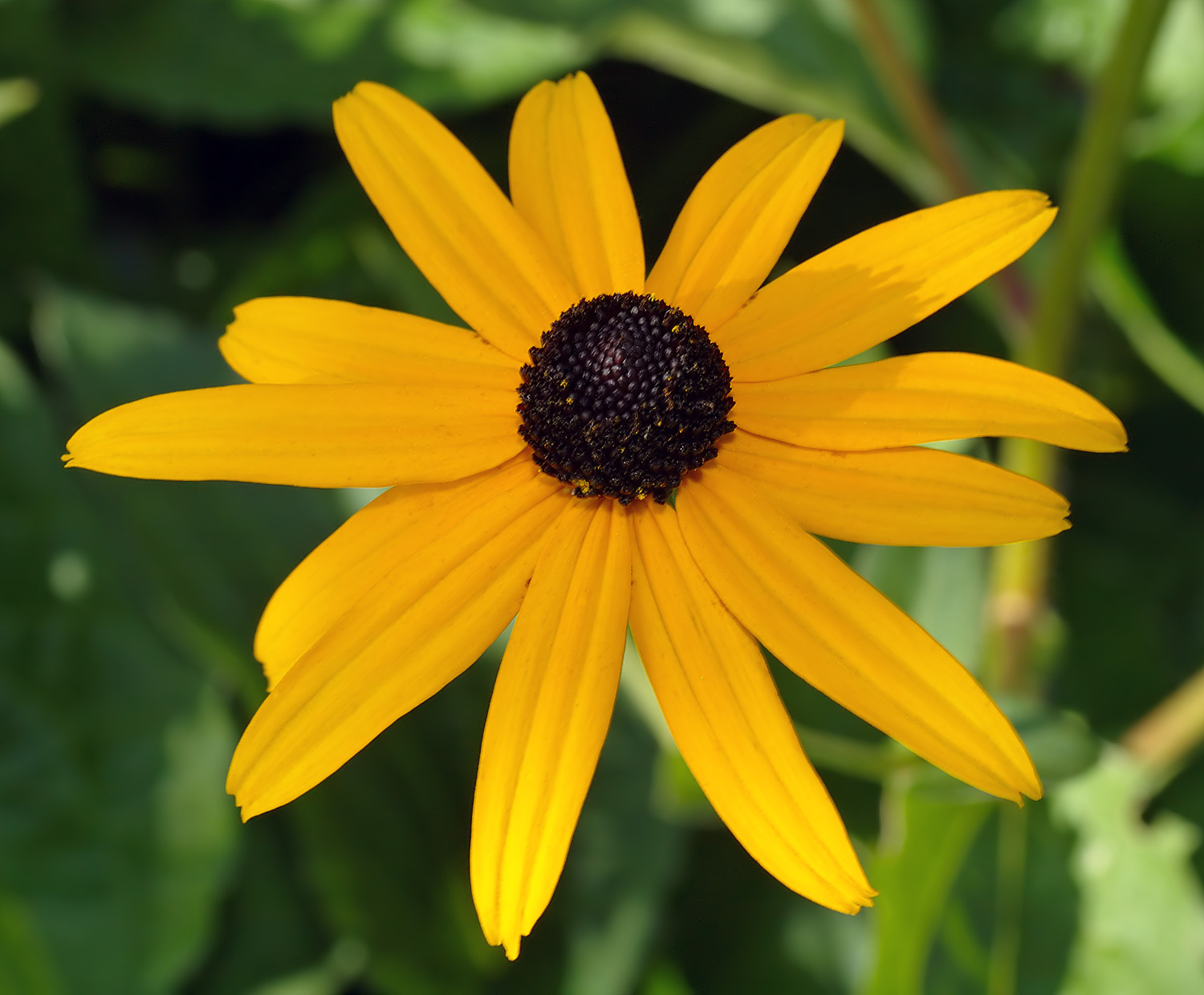
Rudbeckia fulgida var. sullivantii ‘Goldsteinii’